# 大謝納加山
大謝納加山（西班牙語：Cerro Ciénaga Grande），是阿根廷的山峰，位於該國西北部薩爾塔省，由拉波馬縣負責管轄，屬於安第斯山脈的一部分，該山峰海拔高度6,030米。
24°43′S 66°24′W / 24.717°S 66.400°W